# Симон II (Спонхайм-Кройцнах)
Симон II (на немски: Simon II von Sponheim, * ок. 1270, † 1336 в Кастелаун в Рейнланд-Пфалц) от род Спанхайми е граф на предното графство Спонхайм.
Той е син на граф Йохан I († 1290) и Аделхайд фон Лайнинген-Ландек.
След смъртта на баща му той поема управлението в предното графство Спонхайм заедно с брат си Йохан II (* 1270/75, † 11 март 1340).
През 1300 г. Симон II се жени за Елизабет фон Фалкенбург. По това време двамата братя разделят предното графство с разделителна линия планината Соонвалд. Северната част с Кирхберг и Кастелаун попада на Симон, южната част получава Йохан.
Симон построява замък в Кастелаун, където е неговата резиденция. През 1305 г. Кастелаун получава права на град и 1309 г. пазарни права. След това той построява градска стена и нова църква, днешната евангелийска църква.
През 1320 г. Балдуин Люксембургски, архиепископ на Трир от род Люксембурги, обсажда Кройцнах и Кастелаун. След една година Симон сключва с него мирен договор.
Симон II умира около 1336 г. и е погребан в новата църква в Кастелаун. Наследен е от неговия син Валрам.

## Деца
Симон II и Елизабет фон Фалкенбург (* ок. 1280; † сл. 1 септември 1335), дъщеря на граф Валрам фон Фалкенбург (1253 – 1302) и Филипа фон Гелдерн (ок. 1257 – сл. 1294). Те имат децата:
- Валрам († 1380), граф на Спонхайм, ∞ 9 август 1330 г. за Елизабет фон Катценелнбоген († 1383)
- Симон († сл. 13 юли 1321)
- Йохан II (* 1311; † сл. 11 юни 1362), граф на Спонхайм, домхер в Кьолн (1320 – 1362), в Трир (1330), катедрален кантор в Майнц (1330 – 1342)
- Райнхард († 30 март 1352, убит), канон в Кьолн (1336 – 1352), приор на Св. Мариенгарден в Майнц, катедрален приор в Майнц (1343 – 1350), катедрален приор в Майнц (1343 – 1350)
- Имагина († сл. 21 декември 1352), ∞ пр. 13 април 1332 г. за граф Филип фон Золмс († 1364/1365)
- Маргарета († 1356/1357), ∞ пр. 3 август 1331 г. вилдграф Йохан фон Даун-Грумбах († 1349/1350)
- Анна († ок. 1330), ∞ ок. 1320 г. за граф Йохан III фон Катценелнбоген († 1357)
- Елизабет (Елизе) († 1349), ∞ I. на 20 юни 1331 г. в Ротенбург за швабския граф Рудолф I фон Хоенберг († 1336), ∞ II. на 15 октомври 1340 г. в Бургспонхайм за ландграф Лудвиг фон Хесен († 1345)
- Агнес († сл. 1367), ∞ на 15 януари 1330 г. за граф Хайнрих II фон Велденц († 1378)